# Thalheimsches Haus (Eberbach)

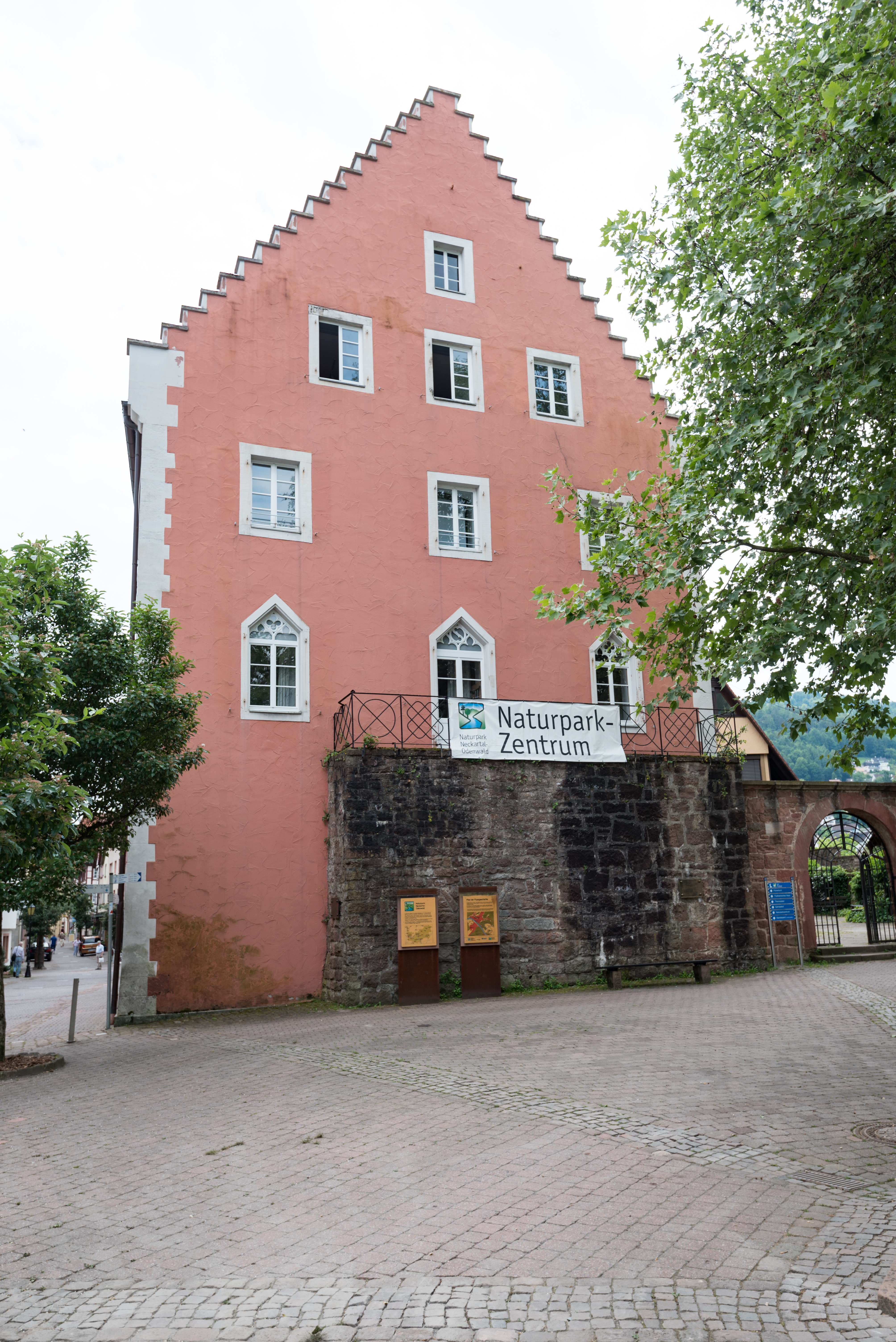
Thalheimsches Haus 2017

Das Thalheimsche Haus in Eberbach im Rhein-Neckar-Kreis im nördlichen Baden-Württemberg ist das älteste Steinhaus des Ortes. Es trägt seinen Namen nach seinen einstigen Besitzern, den Herren von Talheim, und war im Laufe seiner Geschichte kurpfälzische Amtskellerei, fürstlich Leiningensches Jagdschloss und Rathaus des Ortes. Heute beherbergt das Gebäude ein Informationszentrum des Naturparks Neckartal-Odenwald.

## Geschichte
Das genaue Alter des Gebäudes ist unbekannt. Es bestand aber schon 1427, als der pfälzische Haushofmeister Peter von Thalheim das Gebäude mit Pfalzgraf Otto I. gegen den pfalzgräflichen Hof in Eberbach tauschte. In pfälzischem Besitz diente das Gebäude mit seinen heute längst verschwundenen Nebengebäuden als Sitz der Kellerei Eberbach. In der Rekatholisierungsphase nach dem Pfälzischen Erbfolgekrieg fanden im frühen 18. Jahrhundert zeitweilig auch katholische Gottesdienste im Thalheimschen Haus statt. Bei der Auflösung der Kurpfalz während der Napoleonischen Kriege kam der pfälzische Besitz in Eberbach an das Fürstentum Leiningen und nach dessen raschem Ende an das Großherzogtum Baden. Die Leininger Fürsten blieben jedoch im Besitz des Thalheimschen Hauses und nutzten dieses noch längere Zeit als Jagdschloss. Ein Inschriftenstein am Gebäude erinnert an Eduard von Kent und seine Gattin Victoria, verw. von Leiningen, die 1818/19 dort gewohnt hatten und erst zur Geburt ihrer Tochter, der späteren englischen Königin Victoria, nach England zurückkehrten. Das Haus Leiningen plante zeitweise, an der Stelle des Thalheimschen Hauses ein neues Palais als Familiensitz zu errichten, gab diese Pläne jedoch in den 1840er Jahren auf. 1845 erwarb die Stadt Eberbach das Anwesen für 18.000 Gulden, baute es zum Amtsgericht mit Richterwohnung um und vermietete es an den badischen Staat. In einem Nebengebäude wurde 1854 eine Zigarrenfabrik eingerichtet. 1872 wurde das Gebäude umfassend saniert und weiter als Amtsgericht genutzt. 1939 richtete die Stadt in dem Gebäude ein Trauzimmer, eine Volksbibliothek sowie ein von John Gustav Weiß initiiertes Heimatmuseum ein. 1965 wurde das Thalheimsche Haus zum Rathaus und Amtssitz des Bürgermeisters. Die Eberbacher Stadtverwaltung zog 1991 in einen Rathausneubau. 1995 bezog ein Informationszentrum des Naturparks Neckartal-Odenwald das Gebäude.

## Beschreibung
Das Thalheimsche Haus ist ein massiver dreistöckiger Staffelgiebelbau. Das Haus wurde vielfach umgebaut, wovon die oft veränderten Fenstereinfassungen künden. Die meisten Fenstereinfassungen des heutigen Baus stammen aus der Zeit zwischen 1600 und 1800, die neogotischen Fenster des Nordgiebels sicher erst aus der Zeit nach 1800. Das Gebäude war ursprünglich an den sechsstöckigen Untertorturm angebaut, der jedoch in der Mitte des 19. Jahrhunderts abgerissen wurde. Der Staffelgiebel des Gebäudes orientiert sich zwar an der historischen Bauform, entstand in seiner heutigen Gestalt jedoch auch erst als Resultat historistischer Umbauten.